# Водолейка
Водоле́йка — река в России, протекает в Ульяновской области и Республике Мордовия. Правый приток реки Большая Сарка (иногда Водолейка рассматривается как приток Веденея, а река Веденей — как приток Большой Сарки).

## География
Водолейка образуется слиянием рек Козловки и Явлейки восточнее села Турдаково Дубёнского района Мордовии. Течёт на восток. Устье реки находится у села Цыповка Сурского района Ульяновской области в 14 км по правому берегу Большой Сарки. Длина реки вместе с крупнейшим из истоков составляет 20 км.

## Данные водного реестра
По данным государственного водного реестра России относится к Верхневолжскому бассейновому округу, водохозяйственный участок реки — Сура от Сурского гидроузла и до устья реки Алатырь, речной подбассейн реки — Сура. Речной бассейн реки — (Верхняя) Волга до Куйбышевского водохранилища (без бассейна Оки).
Код объекта в государственном водном реестре — 08010500312110000037552.